# Asatsu-DK

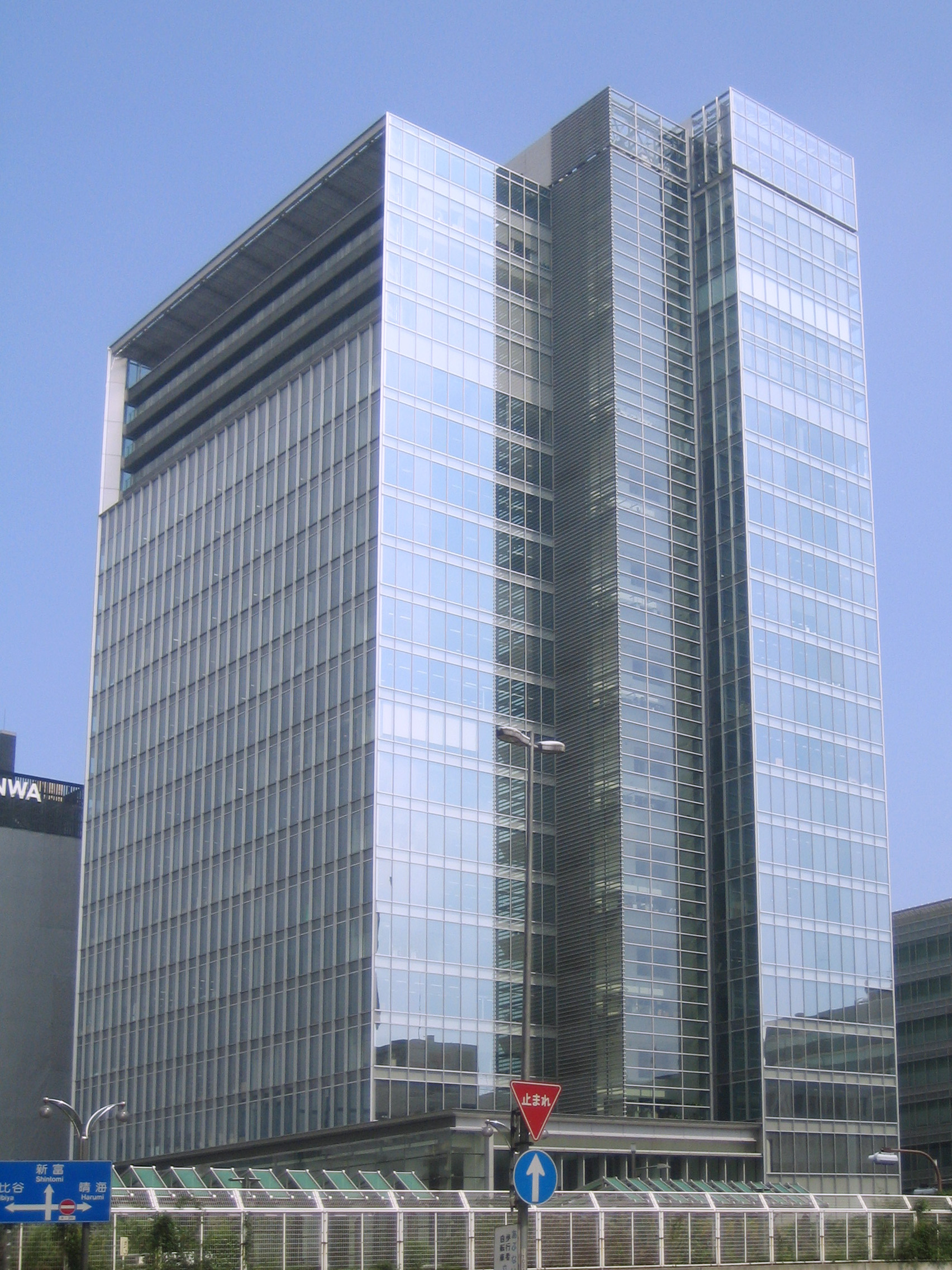
Cuartel de Asatsu-DK.

Asatsu-DK Inc. (株式会社アサツー ディ・ケイ Kabushiki-gaisha Asatsū Di Kei?), a menudo abreviado simplemente como ADK, es un agencia de publicidad japonesa. Con sede en Chūō-ku, Tokio, la empresa es la tercera más grande agencia publicidad de Japón, después de Dentsu y Hakuhodo. La agencia tiene 38 oficinas en más de 15 países. Una de las oficinas, Asatsu-DK Europa, fue establecida en 1993 en Ámsterdam, Países Bajos. El WPP Group tiene una participación del 20% en Asatsu-DK.

## Historia
Asatsu Inc. fue establecida en 1956 por el actual presidente Masao Inagaki. En agosto de 1998, Asatsu entró en una alianza profesional con el WPP Group. Asatsu pronto se fusionó con su compatriota agencia de publicidad Dai-ichi Kikaku Co., Ltd. (que fue establecida en 1951) para formar Asatsu-DK (donde el DK significa Dai-ichi Kikaku) el 1 de enero de 1999. 

## Filiales e intereses
Asatsu-DK posee una variedad de intereses y empresas, incluida la producción de estudio NAS, el estudio de animación Eiken, la editorial Nihon Bungeisha Publishing, la película y la empresa de procesamiento impresión Taiyo Seihan, los estudios de producción Sun Artist Studio, Supervision Inc., la producción casa comercial de televisión Prime Pictures, y empresas a servicios creativas Tokyo Ad Party.
Asatsu-DK también está involucrado en la producción y prestación de sus servicios a numerosas de serie anime, por sí mismo, así como sus numerosas filiales, incluyendo los últimos tramos de la famosa serie en franquicia Gundam de Sunrise, como la última serie Mobile Suit Gundam 00, Turn A Gundam, Mobile Suit Gundam Seed y Mobile Suit Gundam Seed Destiny, así como otros varios anime.